# Polypedestrasjorring
Een polypedestrasjorring (ook wel klaverbladsjorring) is een type sjorring waarbij drie of meer balken aan elkaar worden gesjord om een drie-, vier- of meerpikkel te vormen. Daar waar een achtsjorring reeds minder bruikbaar wordt wanneer men vier balken gebruikt, is deze sjorring meer geschikt.